# Serguéi Layevski
Serguéi Layevski (Unión Soviética, 3 de marzo de 1959) es un atleta soviético retirado especializado en la prueba de salto de longitud, en la que ha conseguido ser subcampeón europeo en 1986.

## Carrera deportiva
En el Campeonato Europeo de Atletismo en Pista Cubierta de 1985 ganó la medalla de bronce en salto de longitud, con un salto de 8.14 metros.
En el Campeonato Europeo de Atletismo de 1986 ganó la medalla de plata en el salto de longitud, con un salto de 8.01 metros, siendo superado por su compatriota Robert Emmiyan (oro con 8.41 m) y por delante del italiano Giovanni Evangelisti (bronce con 7.92 metros).